# Duckens Nazon
Duckens Nazon (ur. 7 kwietnia 1994 w Châtenay-Malabry) – haitański piłkarz francuskiego pochodzenia występujący na pozycji napastnika w bułgarskim klubie CSKA Sofia oraz w reprezentacji Haiti. 

## Kariera klubowa
Swoją seniorską karierę rozpoczął w Roye-Noyon. Potem grał w Olympique Saint-Quentin, Laval czy Kerala Blasters FC. W 2017 roku przeniósł się do Wolverhampton. W klubie nie wystąpił ani razu, ale był z niego dwukrotnie wypożyczany: do Coventry City i Oldham Athletic. W 2018 roku podpisał kontrakt z Sint-Truidense VV. W 2019 roku został z niego wypożyczony do St. Mirren F.C. Po roku powrócił do Belgii.

## Kariera reprezentacyjna
W reprezentacji Haiti zadebiutował 5 marca 2014 roku w meczu z Kosowem. Pierwszego gola zdobył w meczu z Panamą. Znalazł się w kadrze na Copa América 2016. Został powołany na Złoty Puchar CONCACAF 2019. Nazon zdobył tam dwie bramki, a Haiti dotarło do półfinału.